# Дорослі діти
«Дорослі діти» (рос. «Взрослые дети») — радянська комедія режисера Вілена Азарова знята за сценарієм Валентини Спіріної на кіностудії Мосфільм в 1961 році.

## Сюжет
Анатолій Корольов (батько) йде на заслужену пенсію. Вони з дружиною (матір'ю) представляють, що тепер робитимуть, чим займатися. Але спокійне життя їм тільки сниться: їхня дочка Людмила приводить до хати свого чоловіка. Фільм про складні взаємини двох поколінь, про те, які смішні бувають батьки, що невтомно опікуються про своїх дорослих дітей. І якими легковажними можуть бути діти, що виросли, які іноді не рахуються з віком і укладом життя вже літніх батьків.

## У ролях
- Олексій Грибов —  Анатолій Кузьмич Корольов
- Зоя Федорова —  Тетяна Іванівна Корольова
- Ліліана Альошнікова —  Люся Корольова
- Олександр Дем'яненко —  Ігор Миколайович Виноградов
- Всеволод Санаєв —  Василь Васильович, друг сім'ї
- Микола Граббе —  міліціонер
- Геннадій Бортніков —  закоханий
- Марина Хатунцева —  закохана
- Костянтин Худяков —  молодий архітектор
- Олександр Лебедєв —  архітектор
- Андрій Тутишкін —  Борис Володимирович, архітектор

## Знімальна група
- Автор сценарію: Валентина Спіріна
- Режисер: Віллен Азаров
- Оператори: Сергій Зайцев, Володимир Мейбах
- Композитор: Олександр Флярковський
- Художник: Семен Ушаков
- Художник по костюму: В. С. Перельотов